# Anton Ackermann

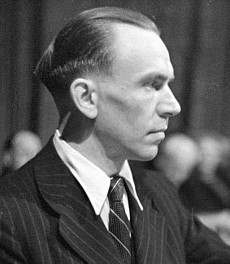
Anton Ackermann 1946.

Anton Ackermann, ursprungligen Eugen Hanisch, född den 25 december 1905 i Thalheim, Sachsen, död den 4 maj 1973 i Östberlin, var en tysk politiker. Under några månader 1953 var han tillförordnad utrikesminister i DDR.

## Biografi
Mellan 1920 och 1928 var Ackermann aktiv i Tysklands kommunistiska ungdomsförbund (KJVD), och 1926 blev han medlem i Tysklands kommunistiska parti (KPD). Mellan 1929 och 1933 bodde han i Moskva, där han först studerade och sedan arbetade som lektor på den av Komintern drivna Internationella Leninskolan. 
Ackermann återvände till Tyskland i mars 1933, lagom till Adolf Hitlers och NSDAP:s maktövertagande. Trots att Hitlerdiktaturen förbjöd KPD samma år fortsatte Ackermann mellan 1933 och 1935 att arbeta illegalt för partiet i Berlin. 1935 emigrerade han till Prag och bodde där fram tills 1937, då han åkte till Spanien, där det spanska inbördeskriget pågick, och arbetade för de Internationella brigaderna i staden Benicassim. 1940 bodde Ackermann en tid i Paris innan han återigen flyttade, denna gång till Moskva.
I Moskva arbetade Ackermann från 1941 som redaktör för en tyskspråkig dagstidning, Das freie Wort ("Det fria ordet"). 1943 var han med och grundade Nationalkommitteen för det fria Tyskland (NKFD), en antinazistisk organisation som bestod av tyskar i exil i Sovjetunionen samt kända tyska krigsfångar. Under sin tid i Sovjetunionen tilldelades Ackermann den sovjetiska Röda stjärnans orden.
Efter krigsslutet 1945 återvände Ackermann till Tyskland. 1946 blev han medlem i Tysklands socialistiska enhetsparti (SED), en sammanslagning av KPD och Tysklands socialdemokratiska parti (SPD). Efter DDR:s bildande 1949 blev Ackermann invald i SED:s centralkommitté, och samma år var han kandidat till partiets politbyrå. Mellan 1950 och 1954 satt Ackermann i Volkskammer, mellan 1949 och 1953 var han vice utrikesminister i DDR, och mellan januari och juli 1953 var han landets tillförordnade utrikesminister. Efter Stalins död 1953 föll han i onåd och förlorade 1953-54 sina poster på grund av påstådda "partifientliga aktiviteter".
1973 begick Ackermann självmord efter att ha lidit av cancer under en längre tid.